# Epiorna
Epiorna is een geslacht van vlinders van de familie bloeddrupjes (Zygaenidae), uit de onderfamilie Zygaeninae.

## Soorten
- E. abessynica (Koch, 1865)
- E. holoxanthina (Mabille, 1892)
- E. ochreipennis (Butler, 1874)
- E. procrioides (Butler, 1893)